# Go-Tōbun no Hanayome
Go-Tōbun no Hanayome (五等分の花嫁) é uma revista em quadrinhos tipo mangá escrito e ilustrado por Negi Haruba, serializado na revista Weekly Shōnen Magazine da editora Kodansha de 9 de agosto de 2017 à 19 de fevereiro de 2020, sobre o cotidiano de um estudante do ensino médio, Futaro Uesugi, que é contratado como professor particular para um grupo de quíntuplas de Nakano com um fraco desempenho acadêmico. 
O grupo de quíntuplas é formado por: Ichika, Nino, Miku, Yotsuba e Itsuki Nakano, que tem um fraco desempenho acadêmico. No início da história, é indicado que Futaro se casará com uma das quíntuplas, mas a identidade da noiva é desconhecida até perto do final da história.
Uma adaptação de série tipo anime foi produzida para televisão pelo estúdio Tezuka Productions, exibido de 9 de janeiro à 28 de março de 2019 no canal TBS e outros. Uma segunda temporada produzida pela Bibury Animation Studios foi exibida de 8 de janeiro à 28 de março de 2021.
O anime recebeu um filme em maio de 2022, que finalizou a história. Em julho de 2023, estreou no Japão um episódio especial adaptando histórias que foram cortadas do anime.
Em 2019, o mangá ganhou o prêmio na categoria shōnen ("quadrinhos para jovens") no 43º Prêmio de Mangá Kodansha. Neste mesmo ano, foi o quinto mangá mais vendido e, em 2020 foi o terceiro mais vendido somente no primeiro semestre no Japão.

## Enredo
O estudante de segundo grau Fuutarou Uesugi é um estudante dotado academicamente que leva uma vida difícil: Sua mãe morreu, ele não tem amigos e, além de tudo isso, seu pai perdeu o emprego contraiu muitas dívidas, o que faz com que ele, seu pai e sua irmã mais nova chamada Raiha passem por situações financeiras complexas.
Uma oportunidade única se apresenta quando as 5 garotas ricas Ichika, Nino, Miku, Yotsuba e Itsuki, descendentes da família japonesa de prestígio "Nakano", se transferem para sua escola, e quando descobrem o potencial acadêmico gigantesco do jovem, prontamente decidem contratá- lo para ser seu professor particular, o pagando bem, permitindo que Fuutarou consiga arrecadar dinheiro para ajudar seu pai com as despesas de sua casa. No entanto, para desespero dele, ele descobre que as cinco irmãs além de serem quíntuplas, ou seja, idênticas e de personalidades variadas, nenhuma delas têm interesse em estudar, o que as faz ter notas horríveis. Algumas das quíntuplas são contra a presença de Fuutarou, alegando que ele não passa de um "intruso" e que elas não necessitam de um tutor em seu apartamento, mas a tenacidade diligente de Fuutarou aos poucos convence as jovens a aceitá-lo e a batalhar para melhorar suas notas.
Ao longo da série, Fuutarou, além de se envolver em diversas situações constrangedoras e cômicas, desenvolve relacionamentos especiais com cada uma das quíntuplas. Por meio de um flashforward apresentado ao público desde o primeiro episódio lançado em anime da obra, é revelado que ele eventualmente se casará com uma delas, mas sua verdadeira identidade só é revelada no final da série.

## Produção
A ideia de "um grupo de quíntuplas se apaixonando pela mesma pessoa" existia antes mesmo da serialização do trabalho anterior de Haruba, Karma of Purgatory (2014–2015), mas era muito simples na época. A ideia foi negada por seu editor-chefe. Um ano depois, após o fim de Karma of Purgatory, ele discutiu com seu editor-chefe o que seria a seguir. Entre as poucas idéias que surgiram, a idéia das "quíntuplas" foi incluída novamente, o que foi aceito pelo editor desta vez. Depois de fracassos em dois ou três comitês de serialização, finalmente decidiu-se publicar primeiro um mangá one-shot. O one-shot recebeu críticas positivas e, portanto, passou para a serialização.
Haruba terminou de desenhar o último capítulo em 10 de fevereiro de 2020.

### Personagens
Foi decidido que o protagonista deveria ter quíntuplas no início. Quando mais tarde a ideia dos quádruplas e sêxtuplas foi levantada, ela foi rejeitada muito rapidamente, por volta de 30 segundos. Haruba disse que pode ser uma referência ao Super Sentai quando teve essa ideia. Semelhante à Super Sentai, Ichika (amarelo), Nino (roxo), Miku (azul), Yotsuba (verde) e Itsuki (vermelho) são todos representados por uma cor. O desenho dos quíntuplos partiu de suas personagens femininas favoritas já existentes em "alguns trabalhos da vida só com meninas", cerca de 15 a 20 delas. A ideia de adicionar números em seus nomes surgiu depois que o design foi quase confirmado.
A cor dos cabelos da quíntupla Nakano são diferentes na hora de serem pintados, o que foi sugerido pelo próprio Haruba, para que sejam mais distintos entre si. A cor do cabelo da noiva no flashforward é, portanto, uma cor intermediária.

### História
O flashforward de que Futaro acabará se casando com apenas uma das quíntuplas de Nakano foi por eliminar a possibilidade de casar com todos as cinco, o que seria um final preguiçoso. Também foi decidido que todos as quíntuplas teriam sentimentos negativos em relação a Futaro desde o início, porque Haruba queria escrever como seu relacionamento melhorou de ódio para amor na história, exceto Yotsuba, que deve atuar como guia de Futaro para o desenvolvimento da história.
Embora seja normal que um mangá de comédia romântica e harém tenha uma descrição sexy, Haruba tentou evitá-lo até certo ponto após o Vol. 1. Em sua opinião, mostrar calcinhas em uso, ou seja, panchira, torna os personagens menos misteriosos e, portanto, menos interessantes para os leitores. Para manter os personagens interessantes, as cenas sensuais pretendiam ser ambíguas, mas não diretas, levando à imaginação dos leitores. A aparência de maiô das Nakanos foi finalmente revelada na Ep. 92 como Haruba pensava que um episódio de maiôs deveria existir antes de terminar a história.

## Mídia

### Mangá
Go-Tōbun no Hanayome é uma série de mangás escrita e ilustrada por Negi Haruba. Antes da serialização, um único mangá com o mesmo nome foi publicado na edição 8 da revista Weekly Shōnen Magazine em 9 de agosto de 2017, e recebeu comentários positivos. Em 4 de dezembro de 2019, Haruba anunciou que a série terminaria em seu 14º volume tankōbon. A série terminou em 19 de fevereiro de 2020.
A versão colorida do mangá começou a ser vendida na plataforma de mangá online da Kodansha MagaPoke (Magazine Pocket) em 26 de fevereiro de 2020. Atualmente, 9 volumes de tankōbon foram publicados.

### Comercial
Em outubro de 2017, um comercial de televisão para o mangá foi lançado, onde Ayane Sakura dublou todas as cinco garotas.

### Anime
Uma adaptação de anime para televisão foi anunciada na 36ª e 37ª edição da Weekly Shōnen Magazine em 8 de agosto de 2018. A série é dirigida por Satoshi Kuwabara e escrita por Keiichirō Ōchi, com animação da Tezuka Productions, desenhos de personagens de Michinosuke Nakamura e Gagakuga e música de Natsumi Tabuchi, Hanae Nakamura e Miki Sakurai. A série foi ao ar de 10 de janeiro à 28 de março de 2019 nos canais TBS, SUN e BS-TBS. A série durou 12 episódios.
Uma segunda temporada foi anunciada em um evento especial para a primeira temporada em 5 de maio de 2019. Kaori substituiu Satoshi Kuwabara como o diretor da temporada, e Keiichirō Ōchi está retornando para escrever os roteiros. A Bilbury Animation Studios produziu esta temporada. Foi originalmente programado para estrear em outubro de 2020, mas devido a problemas causados pela pandemia de COVID-19, o anime foi ao ar de 8 de janeiro à 26 de março de 2021.
Depois que a segunda temporada foi ao ar, uma sequência foi anunciada.
Para a primeira temporada, Kana Hanazawa, Ayana Taketatsu, Miku Itō, Ayane Sakura e Inori Minase apresentaram o tema de abertura "Quintuplet Feelings" (五等分の気持ち,, Gotōbun no Kimochi) como o grupo The Nakano Family's Quintuplets (中野家の五つ子,, Nakano-ke no Itsutsugo), enquanto Aya Uchida cantou o tema de encerramento "Sign".
Para a segunda temporada, o The Nakano Family's Quintuplets apresentaram a música tema de abertura "Gotōbun no Katachi" e a música-tema de encerramento "Hatsukoi". A Children's Playground Entertainment licenciou a série no Sudeste Asiático e transmitiu-a no Bilibili.

### Jogos
Personagens da série apareceram em um evento de colaboração no jogo para celular Venus 11 Vivid!! de 25 de maio à 31 de maio de 2019.
O primeiro jogo móvel baseado na série The Quintessential Quintuplets: The Quintuplets Can’t Divide the Puzzle Into Five Equal Parts (五等分の花嫁 五つ子ちゃんはパズルを五等分できない。,, Go-tōbun no hanayome itsutsu-ko-chan wa Pazuru o go tōbun dekinai.) foi lançado em 2020.
Um romance visual intitulado Gotoubun no Hanayome ∬: Natsu no Omoide mo Gotoubun (五等分の花嫁∬～夏の思い出も五等分～) foi desenvolvido pela Mages para o PlayStation 4 e Nintendo Switch. Ele apresenta uma história original em um cenário de ilha deserta e foi lançado em 25 de março de 2021 no Japão.

### Exibições
Várias exposições foram realizadas em todo o Japão a partir de 2019, incluindo Tóquio, Osaka, Niigata e Nagoya. Além disso, uma exposição no exterior foi realizada em Taipei, Taiwan, em julho de 2020.

## Recepção

### Vendas
A série de mangá tem 2 milhões de volumes impressos em janeiro de 2019. Em fevereiro de 2019, a série de mangá tinha mais de 3 milhões de volumes impressos.
No Japão, Go-Tōbun no Hanayome foi o quinto mangá mais vendido em 2019 e o terceiro mangá mais vendido na primeira metade de 2020, vindo depois de Kimetsu no Yaiba e One Piece.

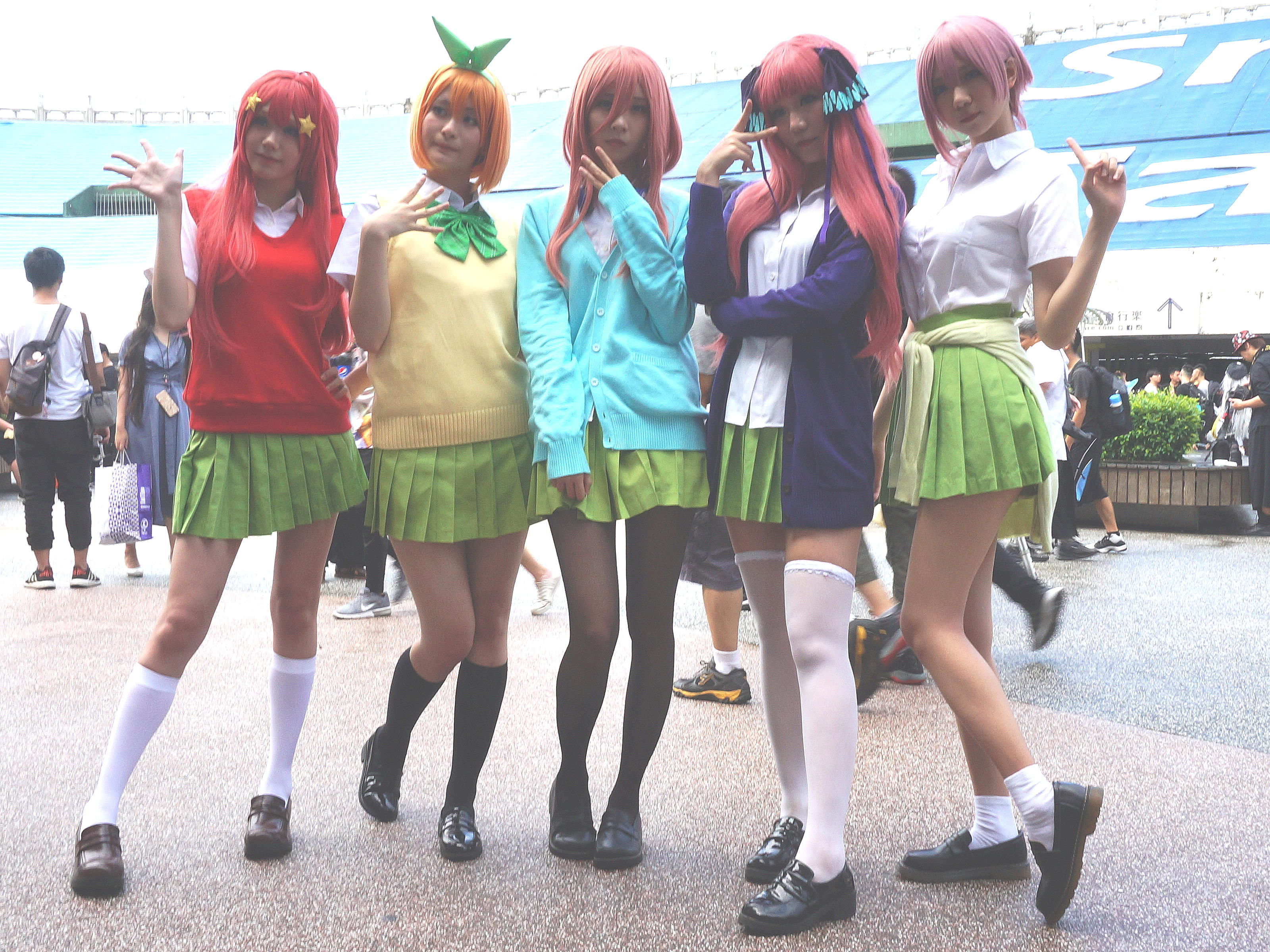
Cosplayers de Go-Tōbun no Hanayome em 2019.

### Resposta da crítica
Go-Tōbun no Hanayome recebeu críticas positivas, principalmente por sua comédia romântica com elementos de harém. Paul Jensen, do Anime News Network, achou a série agradável e avaliou uma nota 4 de 5 para a série, ao comentar "As piadas são engraçadas, os personagens variam de toleráveis a agradáveis, o fanservice não exagera e não há arrepios ou um enredo desagradável para estragar a festa. Não há nada de revolucionário nisso, mas ele faz um monte de coisas básicas bem sem mostrar nenhuma falha importante, e isso é o suficiente para tornar esta estreia boa e limpa (bem, limpa) divertida." Patrick Frye, do Monsters And Critics, observou que havia "pouca ou nenhuma travessura ecchi ou fanservice degradante e as garotas vão além dos estereótipos iniciais e se tornam personagens que criam uma dinâmica divertida com o personagem principal, Futaro Uesugi. Público estão cansados de ver um homem comum sortudo tropeçar em cenários improváveis. Em vez disso, a atitude séria de Futaro ganha o dia." Kyle Rogacion, do Goomba Stomp, elogiou o enredo do anime, mas criticou seu estilo de arte e fanservice. A série tem uma pontuação atual de 4,6 de 5 estrelas no Crunchyroll em novembro de 2020.

### Prêmios e indicações
A série foi indicada para o "Next Manga Award 2018" (次にくるマンガ大賞2018,, Tsugi ni Kuru Manga Taishou) organizado pelo Niconico. Recebendo 16.106 votos, a série finalmente ficou em oitavo lugar no geral. Em maio de 2019, ele ganhou o prêmio de Melhor Mangá Shōnen no 43º Prêmio de Mangá Kodansha, ao lado de Fumetsu no Anata e. Na cerimônia de premiação do 43º Prêmio de Mangá Kodansha, como um dos jurados, Ken Akamatsu elogiou Go-Tōbun no Hanayome como "a versão completa definitiva da comédia romântica do harém bishōjo" com "ilustrações de altíssima qualidade".